# Huis Nassau-Beilstein (1343-1561)
Het huis Nassau-Beilstein was een zijtak van de Ottoonse Linie van het huis Nassau, een Duitse adellijke familie. Het huis Nassau-Beilstein ontstond in 1343 door een deling in de Ottoonse Linie en heerste over een deel van het graafschap Nassau. Het huis stierf uit in 1561. Nadien was er nog een zijtak die Nassau-Beilstein genoemd wordt.

## Ontstaan van het huis
Het huis Nassau-Beilstein ontstond in 1343 door de deling in de Ottoonse Linie tussen de twee zoons van graaf Hendrik I van Nassau-Siegen: Otto en Hendrik. Deze hadden na een geschil reeds tijdens het leven van hun vader in 1341 een verdelingsverdrag gesloten, dat bij het overlijden van hun vader in 1343 tot uitvoering gebracht werd. Hendrik verkreeg bij de verdeling Beilstein, Mengerskirchen, Eigenberg, Liebenscheid en de heerlijkheid Westerwald met de plaatsen Emmerichenhain, Marienberg en Neukirch.

## Regerende graven

### Hendrik I
Hendrik I van Nassau-Beilstein (ca. 1307 - 24 februari 1378 (1380?)) was de tweede zoon van graaf Hendrik I van Nassau-Siegen en Adelheid van Heinsberg en Blankenberg.
Hendrik was domheer te Keulen, kanunnik van de Sint-Florin te Koblenz 1326, en provoost van de Dom van Speyer 1329-1334. Hij trad later uit de geestelijke stand. Met zijn broer Otto sloot hij in 1336 een delingsverdrag voor het graafschap van hun vader.
In 1339 huwde Hendrik tegen de wil van zijn vader en broer. Het kwam tot strijd tussen beide broers. Otto sloot een verbond met landgraaf Herman I van Hessen tegen Hendrik. Door bemiddeling van de graven Gerlach I van Nassau en Dirk III van Loon-Heinsberg kon een verzoening bereikt worden. In 1341 volgde een nieuw verdelingsverdrag waarbij Hendrik Beilstein, Mengerskirchen, Eigenberg, Liebenscheid en de heerlijkheid Westerwald met de plaatsen Emmerichenhain, Marienberg en Neukirch werden toegezegd. Hendrik volgde in 1343 zijn vader op overeenkomstig de in 1336 en 1341 gesloten verdelingsverdragen met zijn broer Otto.
Hendrik resideerde overwegend op het slot Beilstein. Het relatief kleine graafschap bood Hendrik slechts geringe inkomsten. Al in 1344 moest hij de burcht Liebenscheid aan de heren van Haiger verpanden. Talrijke verdere verpandingen volgden.
Hendrik stond aan de zijde van koning Lodewijk de Beier. Deze stond hem tolheffing in het Westerwald toe. Hendrik inde de tol eerst in Limburg an der Lahn en later in Hachenburg. In de stad Keulen gold hij als een roofridder. Het lukte hem wel om een vete met de stad Keulen te vermijden. Voor Liebenscheid ontving Hendrik in 1360 stadsrechten, maar het lukte hem niet om deze plaats tot stad te ontwikkelen.
Sinds 1374 was zijn zoon Hendrik mederegent.
Uit het huwelijk van Hendrik en Imagina van Westerburg werden drie kinderen geboren, waaronder zijn opvolgers Hendrik II en Reinhard.

### Hendrik II
Hendrik II van Nassau-Beilstein († kort na 12 oktober 1412) was de oudste zoon van graaf Hendrik I van Nassau-Beilstein en Imagina van Westerburg.
Hendrik was sinds 1374 mederegent van zijn vader. Na het overlijden van zijn vader nam Hendrik samen met zijn broer Reinhard de regering over. Hendrik resideerde op slot Beilstein en naam de titel "heer van Beilstein" aan, Reinhard resideerde op de burcht Liebenscheid. Het graafschap bleef echter ongedeeld; beide broers regeerden gezamenlijk. Het lukte de broers de financiële toestand van het graafschap te verbeteren en talrijke rechten die hun vader verpand had weer in te lossen. Het lukte hen eveneens de hoogheidsrechten op de heerlijkheid Westerwald te verdedigen tegen de heren van Westerburg en de heren van Runkel.
In de strijd om de heerlijkheid Heinsberg, een erfenis van zijn grootmoeder Adelheid van Heinsberg en Blankenberg, kreeg Hendrik van hertog Willem II van Gulik in 1380 als schadevergoeding een jaarlijkse rente van 50 goudgulden uit de Blankenbergse herfstbede.
Hendrik was in 1406 aanwezig op de Rijksdag van Mainz. Hier hoorde hij tot de rijksstanden die een compromis tussen rooms-koning Ruprecht en de Marbacher Bund moesten bereiken.
Hendrik overleed vermoedelijk kort na 12 oktober 1412. Hij werd begraven in de Dom van Mainz.
Uit het huwelijk van Hendrik en Catharina van Randerode werden vijf kinderen geboren, waaronder zijn opvolgers Johan I en Hendrik III.

### Reinhard
Reinhard van Nassau-Beilstein († tussen 30 december 1414 en 17 april 1418) was de tweede zoon van graaf Hendrik I van Nassau-Beilstein en Imagina van Westerburg.
Na het overlijden van zijn vader nam Reinhard samen met zijn broer Hendrik II de regering over. Hendrik resideerde op slot Beilstein en Reinhard op de burcht Liebenscheid. Het graafschap bleef echter ongedeeld; beide broers regeerden gezamenlijk. Het lukte de broers de financiële toestand van het graafschap te verbeteren en talrijke rechten die hun vader verpand had weer in te lossen. Het lukte hen eveneens de hoogheidsrechten op de heerlijkheid Westerwald te verdedigen tegen de heren van Westerburg en de heren van Runkel.
In de strijd om de heerlijkheid Heinsberg, een erfenis van zijn grootmoeder Adelheid van Heinsberg en Blankenberg, kreeg Reinhard van hertog Willem II van Gulik in 1380 als schadevergoeding een jaarlijkse rente van 50 goudgulden uit de tol bij Ravenstein.
Na het overlijden van zijn broer regeerde Reinhard het graafschap samen met zijn neef Johan I. Reinhard overleed vermoedelijk tussen 30 december 1414 en 17 april 1418. Reinhard was ongehuwd en had geen kinderen.

### Johan I
Johan I van Nassau-Beilstein († juli 1473) was de oudste zoon van graaf Hendrik II van Nassau-Beilstein en Catharina van Randerode.
Na het overlijden van zijn vader regeerde Johan het graafschap Nassau-Beilstein gemeenschappelijk met zijn oom Reinhard. Bij diens kinderloos overlijden was Johan de enige erfgenaam, omdat zijn beide broers in de geestelijke stand waren getreden.
Vanwege de slechte financiële toestand van het kleine graafschap moest Johan in 1413 de Kalenberger Zent aan graaf Filips I van Nassau-Weilburg verpanden. In hetzelfde jaar wist Johan een overeenkomst over de erfverdeling van 1341 te bereiken met graaf Johan I van Nassau-Siegen, die hem een schadeloosstelling van 2000 mark opleverde. In 1415 huwde Johan met Mechtild van Isenburg-Grenzau. Als huwelijksgift bracht ze tienden in Oberbrechen in.
Johan probeerde de door zijn vader begonnen consolidering van het graafschap voort te zetten, maar hij had hierbij regelmatig tegenslagen. In strijd met het keurvorstendom Trier moest Johan in 1418 de leenhoogheid van Keur-Trier over het gehele graafschap erkennen. Kort na het inlossen van de Kalenberger Zent verpandde hij dit deel van zijn graafschap opnieuw, ditmaal aan Keur-Trier.
In 1425 kwam het tot een verdeling van het graafschap. Johan ontving geheel Beilstein met het slot Beilstein en Mengerskirchen, twee derde van het graafschap, alsmede de heerlijkheid Westerwald, de rentes en de helft van de lijfeigenen, en de helft van inkomsten uit de tollen te Emmerichenhain en Neukirch. Zijn broer Hendrik III verkreeg de burcht Liebenscheid en een derde van het graafschap. De derde broer, Willem, zag van zijn aandeel af.
Met de heren van Westerburg kwam het in 1435/36 en van 1441 tot 1444/45 opnieuw tot gewapende conflicten over de hoogheidsrechten op de heerlijkheid Westerwald, die Johan in zijn voordeel beëindigen kon.
Johans zoon Filips was erfgerechtigd tot de heerlijkheid Isenburg-Grenzau in het graafschap Isenburg, daar zich aftekende dat Filips van Isenburg-Grenzau, een broer van zijn moeder, kinderloos zou blijven. Om deze aanspraken door te zetten sloot Johan een verbond met de zwagers van Filips, Salentijn VI van Isenburg en Frank van Kronberg. Gezamenlijk openden ze de strijd tegen Diether van Isenburg-Büdingen, die op grond van een erfverdrag met Filips van Isenburg-Grenzau de heerlijkheid Isenburg-Grenzau in bezit genomen had. Na het overlijden van Filips van Isenburg-Grenzau in 1439/40 kon Johan de heerlijkheid Isenburg-Grenzau voor zijn zoon in bezit nemen, die de titel heer van Grenzau aannam. Tussen de erfgenamen kwam het later toch nog tot verdere vetes over de erfverdeling.
In 1444 verpandde Johan de tienden in Oberbrechen. Het lukte de graven van Nassau-Beilstein niet meer om dit pand weer in te lossen. Enkele jaren later namen Johan en zijn zoon Filips aan de zijde van het keurvorstendom Keulen deel aan de Soestse Vete. In een treffen bij Soest sneuvelde Filips. Als gevolg daarvan gingen de aanspraken van het huis Nassau-Beilstein op de heerlijkheid Grenzau weer verloren. Filips was verloofd met Johanna van Gemen. Om haar erfaanspraken voor het huis Nassau-Beilstein te bewaren, huwde Johan met zijn voormalige toekomstige schoondochter. Met Johanna kreeg Johan zijn tweede zoon Hendrik IV. Deze werd later mederegent van zijn vader toen Johan zich steeds meer terugtrok.
Vanaf 1465 namen en Johan en zijn zoon Hendrik samen met graaf Johan IV van Nassau-Siegen aan de zijde van landgraaf Hendrik III van Hessen-Marburg deel aan de Hessische Broederoorlog.
Johan overleed in juli 1473.
Uit het huwelijk van Johan en Mechtild van Isenburg-Grenzau werden drie kinderen geboren, uit het huwelijk van Johan en Johanna van Gemen werd één kind geboren, zijn opvolger Hendrik IV.

### Hendrik III
Hendrik III van Nassau-Beilstein († 12 september 1477) was de derde zoon van graaf Hendrik II van Nassau-Beilstein en Catharina van Randerode.
Net als zijn oudere broer Willem was Hendrik voorbestemd voor een geestelijke loopbaan. Hendrik was proost van de Dom van Münster 1421-1429 en aartsdiaken te Luik 1422-1432.
Na het overlijden van zijn vader regeerde Hendriks oudste broer, Johan I, het graafschap Nassau-Beilstein gemeenschappelijk met zijn oom Reinhard. Bij diens kinderloos overlijden was Johan de enige erfgenaam.
In 1425 kwam het tot een verdeling van het graafschap Nassau-Beilstein. Johan behield het slot Beilstein en twee derde van het graafschap, Hendrik verkreeg de burcht Liebenscheid en een derde van het graafschap. De derde broer, Willem, zag van zijn aandeel af. Hendrik verbleef echter zelden in zijn stamland. De regering liet hij over aan zijn broer Johan en rentmeesters. Wel stichtte hij in 1452 de eerste kerk in Liebenscheid.
In 1426 stelde Hendrik zich kandidaat voor het ambt van bisschop van Münster. Bij de bisschopsverkiezing verloor hij nipt van Hendrik II van Meurs. Vier jaar later werd hij, na het overlijden van zijn broer Willem, proost van de Dom van Mainz.
Hendrik stond in nauw contact met Diederik II van Meurs, de aartsbisschop en keurvorst van Keulen. Deze verpandde aan Hendrik de ambten Altenwied, Linz, Lahr en Waldenburg en ook aandelen in de rijntollen. Hendriks betrekkingen met Diederik brachten hem ook verdere belangrijke ambten, zo werd hij kanunnik van de Dom van Keulen 1430-1433, proost van de Sint-Cassiuskerk te Bonn 1432-1477 en aartsdiaken van de Dom van Keulen 1436.
De leden van het huis Nassau-Beilstein namen aan de zijde van Keur-Keulen deel aan de Soestse Vete. In een treffen bij Soest sneuvelde Hendriks neef Filips. In deze vete had Hendrik het commando over de Dortmundse troepen van de aartsbisschop. Bij een treffen bij Dortmund op 13 september 1448 raakte Hendrik in gevangenschap van hertog Johan I van Kleef.
Tussen 1460 en 1464 was Hendrik pandheer van de heerlijkheid Reichenstein.
Hendrik overleed in 1477 en werd in de Sint-Barbarakapel van de Sint-Cassiuskerk te Bonn begraven. In zijn testament van 1471 had hij zijn neef Hendrik IV tot zijn erfgenaam benoemd. Deze kon daardoor het gehele graafschap Nassau-Beilstein in zijn hand verenigen.

### Hendrik IV
Hendrik IV van Nassau-Beilstein (1449 - 26 mei 1499) was het enige kind van graaf Johan I van Nassau-Beilstein en Johanna van Gemen.
Hendrik huwde voor zijn twintigste verjaardag met Eva van Sayn en verkreeg daarmee de Saynse lijfeigenen in de heerlijkheid Westerwald alsmede een aandeel in de rijntol te Boppard.
Via zijn grootvader Johan II van Gemen kwam Hendrik vroeg in contact met het hof van Ruprecht van de Palts, de aartsbisschop en keurvorst van Keulen. Deze beleende Hendrik met aandelen in de rijntol te Bonn.
Met heer Hendrik IV van Gemen, de broer van Hendriks moeder, stierven de heren van Gemen in mannelijke lijn uit. Hendrik IV van Gemen droeg daarom nog tijdens zijn leven aanzienlijke delen van zijn bezittingen, overwegend Keur-Keulse pandschappen, over aan zijn neef Hendrik IV van Nassau-Beilstein. Deze verkreeg in 1459 de helft van de plaatsen en heerlijkheden Erpel en Woeringen. In 1465 volgden Slot Horneburg en het vest Recklinghausen, daarna in 1467 de heerlijkheid Gemen en tot slot in 1482 Dorsten.
Na het overlijden van zijn vader in 1473 volgde Hendrik hem op. Hij regeerde het graafschap eerst gemeenschappelijk met zijn oom Hendrik III. Toen deze in 1477 kinderloos overleed was Hendrik diens erfgenaam en werd hij de enige heerser van het graafschap Nassau-Beilstein.
Tijdens de regering van Hendrik kwam het in Nassau-Beilstein tot een aanzienlijke verbetering van de wetgeving. Zo vaardigde Hendrik in 1472 een nieuwe landbouwverordening uit. In 1492/93 volgden een verordening voor de rechtspraak in de Kalenberger Zent alsmede een bosbouwverordening. Daarmee was Nassau-Beilstein het eerste graafschap van de Ottoonse Linie dat het recht systematisch codificeerde.
Met de heren van Westerburg kwam het ook tijdens de regering van Hendrik opnieuw tot conflicten over de rechtsverhoudingen in de heerlijkheid Westerwald en het Gericht Emmerichenhain. Deze conflicten eindigden in 1480/82 met een nieuwe overeenkomst.
Hendrik was in dienst van talrijke machtige vorsten, waaronder Keur-Keulen, Keur-Trier, het hertogdom Gulik en de landgraven van Hessen. Dit leverde hem de eretitel Ridder met de Gouden Keten op. Hij was lid van het, in het bijzonder in Nassau wijd verbreidde, riddergezelschap zum gekrönten Steinbock. In de jaren 1470 en 1480 was Hendrik als kapitein in dienst van aartshertog Maximiliaan van Oostenrijk in de Nederlanden. Hier maakte hij zich buitengewoon verdienstelijk bij de verovering van Utrecht in 1483. Drie jaar later was Hendrik aanwezig bij de kroning van Maximiliaan in Frankfurt. 
In 1488 nam Hendrik het bevel over de Keur-Trierse troepen op zich in de strijd tegen de heren van Winneburg. Deze vete eindigde met de belegering van de Burcht Beilstein aan de Moezel.
Op de Rijksdag van Worms in 1495 behoorde Hendrik tot een groep van personen die uitgezonden werd om de Turkenoorlogen aan de rijksgrens met Hongarije voor te bereiden.
Hendrik overleed in mei 1499. Hoewel er tijdens zijn regering een aanzienlijke toename van bezit plaatsvond, liet Hendrik slechts weinig vermogen na.
Uit het huwelijk van Hendrik en Eva van Sayn werden 21 kinderen geboren waaronder Johan II en Bernhard.

### Johan II
Johan II van Nassau-Beilstein († 18 augustus 1513) was de oudste zoon van graaf Hendrik IV van Nassau-Beilstein en Eva van Sayn.
Door zijn huwelijk met Maria van Solms-Braunfels in 1492 verkreeg Johan het dorp Niedershausen.
Zijn vader benoemde hem in 1498 tot stadhouder van de omvangrijke Keur-Keulse pandschappen, die in het bijzonder uit de ambten Altenwied, Linz, Lahr en Waldenburg bestonden. Het jaar daarop, na het overlijden van zijn vader, erfde Johan het overige bezit. De verdelingsovereenkomst die hij met zijn broers sloot is niet overgeleverd.
Wegens financiële problemen moest Johan al in 1504 delen van het pandbezit doorverkopen. In de strijd om de heerlijkheid Gemen en het vest Recklinghausen kon hij zich niet handhaven tegen de graven van Holstein-Schauenburg. Johan ontving in 1505 een schadeloosstelling van slechts 4000 goudgulden.
Wegens zijn nauwe verbindingen met Keur-Keulen en zijn talrijke pandschappen verbleef Johan regelmatig aan het hof van de Keulse aartsbisschop. Zo nam hij in 1505 deel aan de Rijksdag van Keulen en trad hij in 1508 toe tot het Keulse erfverdrag van 1463.
Uit het huwelijk van Johan en Maria van Solms-Braunfels werden vier kinderen geboren waaronder Johan III. Het huwelijk van Johan en Anna van Lippe bleef kinderloos.

### Bernhard
Bernhard van Nassau-Beilstein († Liebenscheid, 10 mei 1556) was de derde zoon van graaf Hendrik IV van Nassau-Beilstein en Eva van Sayn.
Na het overlijden van zijn vader in 1499 deelden Bernhard en zijn broers het graafschap Nassau-Beilstein. De door de broers gesloten verdelingsovereenkomst is echter niet meer overgeleverd. Na het vroege overlijden van zijn oudste broer Johan II in augustus 1513 maakte Bernhard aanspraak op diens erfenis. Johan had zijn gelijknamige zoon Johan III tot hoofderfgenaam benoemd. Bernhard verkreeg uit de Keur-Keulse pandschappen de heerlijkheid Lahr en inkomsten uit de ambten Altenwied en Linz als schadeloosstelling.
In 1533 loste Keur-Keulen de pandschappen Altenwied, Lahr en Linz in. Als gevolg daarvan was een nieuwe verdeling tussen Bernhard en zijn neef Johan III noodzakelijk. Bernhard verkreeg nu de Burcht Liebenscheid en inkomsten uit de heerlijkheid Westerwald als eigendom.
Bernhard trad in dienst van Keur-Keulen en werd waarschijnlijk vóór 1542 drost van het hertogdom Westfalen. Tijdens het gewapende conflict tussen Keur-Keulen en de graven van Waldeck over de opheffing van het klooster Flechtdorf na de invoering van de reformatie in Waldeck, viel Bernhard in oktober 1546 het graafschap binnen, plunderde het klooster en roofde daarbij oorkonden, bijna de gehele bibliotheek (meer dan 100 boeken) en het meeste liturgisch vaatwerk.
Vanaf 1550 was Bernhard ook hofmeester van Adolf III van Schaumburg, de aartsbisschop en keurvorst van Keulen. Vanwege zijn Keur-Keulse ambten was Bernhard een vaak aangetrokken bemiddelaar bij verdragen, bondgenootschappen en huwelijksafspraken. Tijdelijk regeerde hij ook het graafschap Sayn-Sayn als regent voor de minderjarige kinderen van graaf Johan V van Sayn-Sayn.
Bernhard overleed ongehuwd op 10 mei 1556 op zijn burcht te Liebenscheid in het Westerwald. Hij werd begraven in Liebenscheid. In zijn testament had hij zijn neef Johan III als enig erfgenaam benoemd. Deze kon zo alle gebieden van Nassau-Beilstein weer verenigen.

### Johan III
Johan III van Nassau-Beilstein (17 november 1495 - 11 december 1561) was de oudste zoon van graaf Johan II van Nassau-Beilstein en Anna van Lippe.
Na het vroege overlijden van zijn vader volgde Johan hem op. Zijn broer Hendrik was ingetreden in de Johannieter Orde. Zijn oom Bernhard claimde echter ook aanspraken op de erfenis te hebben. Door dit conflict verkreeg Bernhard uit de Keur-Keulse pandschappen de heerlijkheid Lahr en inkomsten uit de ambten Altenwied en Linz als schadeloosstelling.
Johan behoorde tot het gevolg van Herman V van Wied, de aartsbisschop en keurvorst van Keulen. Met hem reisde Johan in 1520 naar de kroning van Karel V in Aken en het jaar daarop naar de Keur-Keulse landdag in Bonn. Vanwege de nauwe banden met Keulen bleef Johan, en dus het graafschap Nassau-Beilstein, rooms-katholiek, terwijl Nassau-Siegen zich bij de Reformatie aansloot.
In 1533 loste Keur-Keulen de pandschappen Altenwied, Lahr en Linz in. Als gevolg daarvan was een nieuwe verdeling tussen Johan en zijn oom Bernhard noodzakelijk. Bernhard verkreeg nu de burcht Liebenscheid en inkomsten uit de heerlijkheid Westerwald als eigendom. Johan gebruikte in 1534 het van Keur-Keulen verkregen geld om het pandschap over Löhnberg en Driedorf te verwerven. Reeds het jaar daarop lukt het landgraaf Filips I van Hessen om Driedorf voor het landgraafschap Hessen terug te krijgen.
Voor zijn graafschap vaardigde Johan in 1541 een nieuwe verordening voor de rechtspraak uit, en stichtte met keizerlijke goedkeuring een jaar- en veemarkt in Emmerichenhain.
Met het overlijden van zijn oom Bernhard in 1556 erfde hij diens bezittingen en verenigde zodoende alle Beilsteinse gebieden weer in zijn hand.
Johan overleed in 1561 zonder legitieme kinderen. Zodoende stierf het huis Nassau-Beilstein uit. In zijn testament had Johan zijn verwant Willem I van Nassau-Siegen als enig erfgenaam aangewezen. Omdat deze al was overleden, was het diens zoon Johan VI van Nassau-Siegen die het graafschap Nassau-Beilstein erfde, ondanks dat de graven van Sayn en Solms er ook aanspraak op maakten.
Het huwelijk van Johan en Anna van Nassau-Weilburg bleef kinderloos.

## Overige leden uit het huis

### Catharina
Catharina van Nassau-Beilstein († 6 september 1459) was de oudste dochter van graaf Hendrik II van Nassau-Beilstein en Catharina van Randerode. Ze huwde op 19 januari 1407 met graaf Reinhard II van Hanau-Münzenberg († 26 juni 1451). Uit dat huwelijk werden zes kinderen geboren.
Na het vroege overlijden van haar oudste zoon Reinhard III in 1452 nam Catharina het regentschap voor diens zoon Filips I op zich, samen met diens grootvader van moederszijde Otto I van Palts-Mosbach en haar jongste zoon Filips I. Dit voerde ze tot de verdeling van het graafschap Hanau-Münzenberg in 1458, waarna haar zoon Filips het regentschap alleen voerde.
In het conflict over de verdeling van het graafschap vertegenwoordigde Catharina de mening dat de landsverdeling, die het haar zoon mogelijk maakte een huwelijk te sluiten en daarmee de kansen op voortzetting van het huis Hanau vergrootte, de voorkeur had boven het strikt handhaven van het eerstgeboorterecht. Het was haar om het even of het huis werd voortgezet door haar jongste zoon of haar kleinzoon. Ze schatte de kans op het voortbestaan voor het huis Hanau groter in als haar zoon, die kinderen kon verwekken, zo snel mogelijk een huwelijk kon sluiten, in plaats van de hoop te vestigen op haar pas vier jaar oude kleinzoon.
Catharina overleed op 6 september 1459 en werd begraven in de Mariakerk te Hanau.

## Latere tak Nassau-Beilstein
Nadien is er nog een zijtak van de Ottoonse Linie van het huis Nassau geweest die Nassau-Beilstein genoemd wordt: de van 1607 tot 1620 bestaande jongere linie.